# قصب السكر الثعلبي
قصب السكر الثعلبي (الاسم العلمي:Saccharum alopecuroides) هو نوع من النباتات يتبع جنس قصب السكر من الفصيلة النجيلية.